# Space Race (jeu vidéo, 1973)
Cet article concerne le jeu également appelé Asteroid. Pour l'autre jeu Atari, voir Asteroids.
 (mars 2020).
Space Race est un jeu d'arcade développé et édité par Atari le 16 juillet 1973. Il s'agit du deuxième jeu de l'entreprise après Pong (1972), qui marque le début de l'industrie du jeu vidéo commercial. Deux joueurs contrôlent chacun une fusée, dans le but d'être les premiers à la déplacer du bas vers le haut de l'écran, tout-en évitant des astéroïdes. Space Race est le premier jeu vidéo d'arcade de course et le premier jeu ayant pour objectif de traverser l'écran tout en évitant des obstacles,,,,,,,,,,,,,,,,.
Le développement de Space Race débute durant l'été 1972 sous le nom d'Asteroid, par le cofondateur d'Atari Nolan Bushnell, sur la base de ses idées et de celles du cofondateur Ted Dabney. Le design final est réalisé par Dabney, éventuellement avec l'aide de Bushnell et du concepteur de Pong Allan Alcorn. Le jeu doit être rapide à créer pour respecter un contrat antérieur établit avec Midway Manufacturing Company. L'ingénierie et le prototypage sont réalisés par Alcorn. Lorsque la création du jeu est achevée et que le design est prêt à être donné à Midway pour être publié sous le titre Asteroid, Atari produit sa propre version quasiment identique sous le nom de Space Race. Cinquante bornes d'arcade sont produites en utilisant un design en fibre de verre conçu par George Faraco, avant que le reste des unités ne soit construites sous forme de bornes standards moins onéreuses.
Space Race n'est pas un succès commercial. Bushnell a déclaré qu'il était beaucoup moins populaire que Pong. Midway considère à l'époque que la sortie de Space Race viole le contrat qui les lie à Atari pour le jeu Asteroid. Les deux entreprises trouvent un accord, annulant le versement de droits d'auteurs à Atari. 